# Globba flavibracteata
Globba flavibracteata là một loài thực vật có hoa trong họ Gừng. Loài này được A.Takano & H.Okada mô tả khoa học đầu tiên năm 2000.